# رهنما (روزنامه)
روزنامه رهنما یکی از روزنامه‌های ایرانی بود که انتشار آن از دوران مشروطیت آغاز شد. عبدالرحیم رهنما در سال ۱۳۲۵ ق و در صدر مشروطیت روزنامه رهنما را در تهران منتشر کرد که یک سال بعد تعطیل شد و مجدداً پس از شهریور ۱۳۲۰ ش به وسیله فرزندش مهدی رهنما انتشار یافت.